# Melpum
Melpum va ser una ciutat etrusca de la Gàl·lia Cisalpina de la que l'única menció que es conserva és la que fa Corneli Nepot i diu que va ser una ciutat conquerida pels ínsubres, bois i sènons l'any 396 aC, el mateix dia que el dictador romà Marc Furi Camil va conquerir Veïs.
L'anomena una ciutat molt rica ("opulentia praecipuum") i sembla que va ser un dels principals assentaments etruscs d'aquella part d'Itàlia. Després la ciutat va desaparèixer i la seva localització es desconeix.